# Master Chu and the Drunkard Hu
Master Chu And The Drunkard Hu is een videospel voor het platform Nintendo Entertainment System. Het spel werd uitgebracht in 1989. 